# Đuro Hranić
Đuro Hranić (Cerić, župa Nuštar, 20. ožujka 1961.) prelat je Katoličke Crkve i đakovačko-osječki nadbiskup i metropolit.

## Životopis
Rođen je 20. ožujka 1961. godine, od oca Stjepana i majke Eve rođ. Marković. Osnovnu je školu zaršio u Ceriću. Pohađao je prva dva razreda gimnazije u Osijeku (1975. – 1977.), a zatim u Đakovu na Biskupijskoj gimnaziji "Josip Juraj Strossmayer" gdje je 1979. maturirao. Studirao je filozofiju i teologiju u Đakovu. Diplomirao je 1986., a 1987. je upisao poslijediplomski studij dogmatike na Papinskom sveučilištu Gregoriana u Rimu. Godine 1993., postigao je doktorat iz dogmatske teologije.
Dana 29. lipnja 1986. u Đakovu je zaređen za svećenika Đakovačke i Srijemske biskupije. Bio je župni vikar u Osijeku u periodu 1986. – 1987. Nakon povratka iz Rima, u Đakovu je bio prefekt u Bogoslovnom sjemeništu (1993. – 1996.). Vršio je ili vrši i ove funkcije:
- profesor dogmatike na Visokoj bogoslovnoj školi (od 1993.)
- asistent studenata-laika u istoj školi (1993. – 1998. godine)
- zamjenik predstojnika Teologije u Đakovu (od 1997.)
- docentom pri katedri dogmatske teologije Katoličkoga bogoslovnog fakulteta Sveučilišta u Zagrebu za potrebe područnoga studija u Đakovu (od 2000.)
- Generalni tajnik II. Sinode Đakovačke i Srijemske biskupije (od 1998.)
- član Prezbiterskoga vijeća (od 1994.)
- član Vijeća konzultora Đakovačke i Srijemske biskupije (od 2000.)
- član Biskupske komisije Hrvatske biskupske konferencije za laike.
- glavni i odgovorni urednik dijecezanskoga lista Vjesnik Đakovačke i Srijemske biskupije (od 1994.)

Sveti otac Ivan Pavao II. imenovao ga je 5. srpnja 2001. pomoćnim biskupom Đakovačke i Srijemske biskupije i dodijelio mu titulu naslovnoga biskupa Gaudiabe. Za pomoćnoga biskupa zaređen je 22. rujna 2001. u đakovačkoj katedrali.
Sveti otac Franjo imenovao ga je 18. travnja 2013. đakovačko-osječkim nadbiskupom i metropolitom. 
Dana 29. lipnja 2013. primio je nadbiskupski palij u Rimu iz ruku Svetog oca pape Franje.
Dana 6. srpnja 2013. godine na svečanom liturgijskom slavlju u đakovačkoj katedrali-bazilici Sv. Petra preuzeo je nadbiskupsku i metropolitsku službu.
Službe u HBK:
- predsjednik Vijeća HBK za katehizaciju
- predsjednik Odbora HBK za pastoral Roma
- član Biskupske komisije za Papinski hrvatski zavod svetog Jeronima u Rimu